# Хиггинс, Алекс
Алекса́ндр «А́лекс» Го́рдон Хи́ггинс (англ. Alexander «Alex» Gordon Higgins; 18 марта 1949, Белфаст — 24 июля 2010, Белфаст) —  североирландский профессиональный игрок в снукер. Победитель чемпионата мира 1972 и 1982 годов, чемпионата Великобритании 1983 года, Мастерс 1978 и 1981 годов, а также более 20 других профессиональных соревнований. На протяжении почти двух десятилетий — с начала 1970-х по конец 1980-х — Хиггинс был в числе главных претендентов на победу в любом крупном турнире. 
Член Зала славы снукера с 2011 года.
Один из самых популярных и талантливых снукеристов в истории, Алекс Хиггинс получил прозвище «Ураган» за свой зрелищный быстрый стиль игры и яркий характер. Его, Джимми Уайта и Ронни О'Салливана иногда определяют как трёх самых неординарных игроков в этот вид бильярда — каждому из них в своё время удалось расширить игровые возможности и представление о снукере за счёт своего красивого и атакующего стиля. При этом подчёркивается, что именно благодаря Хиггинсу резко поднялась популярность снукера в мире.
В 2016 году вышел фильм «Бильярдная братия» (The Rack Pack). В основу сюжета положены реальные события из жизни двух легендарных игроков в снукер — Алекса Хиггинса и Стива Дэвиса.

## Биография и карьера

### Детство и юность
Хиггинс родился в 1949 году в городе Белфаст. Его отец, которого тоже звали Алекс, был простым рабочим, мать Элизабет — уборщицей. Кроме него, в семье было три сестры. Хиггинс начал играть в снукер в 11 лет в местном бильярдном клубе Jampot. Так как никто из его сверстников бильярдом не интересовался, он играл со взрослыми и на деньги. Поначалу маленького Алекса, как правило, побеждали, при этом его «учили» жизни и тонкостям игры. Но уже через пару лет сам Хиггинс стал легко обыгрывать всех своих соперников в различных белфастских клубах, зарабатывая на этих играх немалые деньги. Примечательно, что учёба его абсолютно не привлекала, и он значительно больше времени уделял снукеру.
В 14 лет Алекс бросил школу и покинул Северную Ирландию, устроившись работать жокеем в Ливерпуле в надежде стать профессиональным всадником. Однако из-за лишнего веса, вызванного чрезмерным употреблением пива и сладостей, Хиггинса не допускали к скачкам. В итоге он не сделал ни одного публичного выезда и, попутешествовав ещё некоторое время по Англии, вскоре вернулся обратно, продолжив заниматься снукером.
Уже в 1965 году, в возрасте 16 лет Хиггинс сделал максимальный брейк. В 1967 он вступил в молодёжную снукерную лигу, а годом позже выиграл любительские чемпионаты всей Ирландии (All-Ireland) и Северной Ирландии. Примерно в то же время ему предложили поучаствовать в нескольких показательных матчах в Англии, и Хиггинс согласился, поселившись в Блэкберне (примечательно, что некоторое время он был жильцом домов № 9, 11, 13, 15 и 17 на Эбони Стрит). Он играл много показательных матчей с Джоном Спенсером, который тогда был одним из лидирующих профессионалов. Игры с участием Хиггинса всегда привлекали большое количество зрителей, прежде всего, благодаря его зрелищному снукеру, а частые скандальные инциденты с участием Алекса ещё больше добавляли ему популярности. Через некоторое время в поисках большего заработка Алекс Хиггинс переехал в Манчестер и в 1971 году стал профессионалом.

### Профессиональная карьера

#### 1972—1982
Став профессионалом, первое время Хиггинс продолжал зарабатывать на выставочных играх и мастер-классах для местных любителей снукера — это было необходимо для того, чтобы накопить нужную денежную сумму и подать заявку для участия в чемпионате мира. В конце концов он принял участие на этом турнире, и сенсационно победил на нём с первой попытки в 1972 году, в возрасте 22 лет и 345 дней. Этой победой Хиггинс установил сразу два рекорда: он стал первым чемпионом турнира, пробившимся через квалификацию, а также самым молодым чемпионом мирового первенства на то время. На пути к финалу чемпионата он выиграл у восьмикратного победителя турнира, Джона Палмена, в 1/4 и у Рекса Уильямса в 1/2. В решающем матче Хиггинс со счётом 37:32 победил одного из лидирующих снукеристов 70-х и тогда ещё действующего чемпиона мира Джона Спенсера. Несмотря на то, что Хиггинс стал обладателем самого важного в игре титула, за своё достижение он получил всего 480 фунтов стерлингов — это объясняется тем, что тогда снукер был малоизвестной игрой, и турниры зачастую проходили без спонсорской поддержки.
В том же году к Алексу пришли и его первые победы на других профессиональных турнирах: он выиграл Irish Professional и Men of the Midlands. В первом из них в финале он победил Джейки Ри, бывшего до этого 23-кратным чемпионом турнира; во втором — одного из своих основных соперников — Спенсера.
Хиггинс не смог защитить звание чемпиона мира в 1973 году, уступив в полуфинале австралийцу Эдди Чарльтону (9:23), но во второй раз подряд выиграл Men of the Midlands — теперь в финале был побеждён Рэй Риардон, 5:3. В следующие несколько лет последовал ещё ряд довольно крупных достижений — победы на Watney Open (1974), Canadian Open (дважды, 1975 и 1977), Canadian Club Masters (1976), Pontins Open и B&H Irish Championship (обе в 1977). Хотя Алекс не показал высоких результатов на первом в истории снукера профессиональном рейтинговом соревновании — чемпионате мира 1974 года (проигрыш на стадии 1/4-й), он вновь достиг финала через два года. Тогда он играл с Риардоном и вёл в счёте 11:9, но валлийский игрок, сделав по ходу матча 4 сенчури-брейка, в итоге выиграл у Алекса «Урагана» Хиггинса 27:16. Примечательно, что последний фрейм Хиггинс сдал «досрочно», то есть, когда ему ещё хватало очков для выигрыша партии. По итогам того сезона он занял 2-е место в первом официальном рейтинге.
В последующих двух розыгрышах мирового первенства Алекс Хиггинс завершал свои выступления после первого круга: поражения с одинаковым счётом 12:13 от Дуга Маунтджоя и Пэтси Фэйгана. Несмотря на это, он выиграл Мастерс 1978 и чемпионат Ирландии среди профессионалов того же года, а в 1979 защитил звание чемпиона Ирландии и стал победителем нового турнира Tolly Cobbold Classic. Также он вышел в финал Мастерс, и хотя проиграл Перри Мансу, 4:8, по ходу соревнования сделал первый в истории турнира сенчури — 132 очка.
В 1980 году Алекс восемь раз достигал финалов различных турниров, из которых три — Tolly Cobbold, British Open и Padmore / Super Crystalate International — выиграл. В числе проигранных им финалов оказался и чемпионат мира — в матче против канадца Клиффа Торбурна Хиггинс вёл в счёте 5:1, 6:2 и 9:5, однако, как и в 1976 году, не сумел удержать преимущество и в итоге снова уступил — 16:18. Финал запомнился ещё и тем, что на второй игровой день прямая трансляция матча на Би-би-си была прервана экстренным сообщением о штурме Иранского посольства в Лондоне. Прекращение трансляции вызвало крайнее недовольство большинства телезрителей, которые сразу стали звонить в редакцию с требованием вернуть показ матча.
На том же турнире Хиггинс имел хорошую возможность сделать первый официально зарегистрированный максимум в профессиональном соревновании, но не сумел выйти на зелёный и остановился на отметке в 122 очка. По итогам этого успешного сезона Алекс, несколько потерявший за последние годы свой высокий рейтинг, поднялся с 11 на 4 место.
В сезоне 1980/81 он во второй и последний раз в своей карьере выиграл Мастерс (в решающем матче побеждён Терри Гриффитс), а также стал финалистом чемпионата Великобритании. Однако относительно невысокие результаты на рейтинговых турнирах понизили номер Хиггинса в мировой табели о рангах до 10 строчки.
В феврале 1982 года Алекс в очередной раз вышел в финал Irish Professional, где уступил Деннису Тейлору, 13:16. Но полным триумфом для него завершилось первенство мира 1982 года, в котором с участием Хиггинса прошли два выдающихся матча. Первым из них стал полуфинал против молодого и перспективного Джимми Уайта. На протяжении практически всей игры североирландец отставал в счёте, и к концу матча перевес был на стороне Джимми — он вёл 15:13, а затем 15:14, и ему до окончательной победы оставалось выиграть всего один фрейм. Уайт ещё более приблизился к финалу, набрав 59 очков и оставив после своей ошибки на красном сложную позицию Хиггинсу. Демонстрируя невероятное самообладание и выдержку (для победы в партии ему требовалось фактически сделать клиренс — то есть Алекс не имел права на ошибку), он провёл один из лучших брейков в истории снукера и выиграл фрейм — 69-59. При построении серии почти каждый удар Хиггинса сопровождался неудачным выходом, ещё более осложняющим продвижение и без того трудного брейка.
В решающем фрейме уже сам Хиггинс сорвал брейк при счёте 59-0, но Уайту не удалось повторить сценарий предыдущей партии, и в итоге победа в матче досталась 33-летнему североирландцу. Таким образом, Алекс Хиггинс вышел в свой 4-й финал мирового первенства.
Чуть менее напряжённым оказался финал, где Алекс снова встретился с Рэем Риардоном. До счёта 15:15 шла примерно равная борьба, но затем Хиггинс сделал последний «рывок» и с тотал-клиренсом в 135 очков выиграл матч — 18:15. Это была его не только профессиональная, но и эмоциональная победа — после игры счастливый Хиггинс со слезами на глазах позвал к себе жену Линн с 18-месячной дочкой, и вместе с ними поднял кубок чемпионата мира.
За победу на турнире Алекс получил 25000 фунтов стерлингов, из которых одна тысяча была фактически возвращена как штраф за совершённые ранее дисциплинарные нарушения. Он не стал первым в мировом рейтинге из-за снятия штрафных очков, также по дисциплинарным причинам, и занял второе место. Однако тот сезон стал одним из самых памятных в его карьере.

#### 1982—1990
В сезоне 1982/83 Хиггинс выиграл турнир Irish Professional (победа над Деннисом Тейлором, 16:11), но больше не сыграл ни одного финала. На новом рейтинговом соревновании, Professional Players Tournament, он уже в первом раунде проиграл Риардону, а через несколько месяцев, на Мастерс снова уступил в стартовом матче — Биллу Вербенюку, 4:5. Однако последняя игра запомнилась тем, что на ней присутствовали 2876 зрителей — абсолютный рекорд посещаемости снукерного турнира, который не побит до сих пор.
На чемпионате мира 1983 действующий победитель уступил в 1/2 Стиву Дэвису — 5:16; в итоге он опустился на три позиции и занял 5 место в рейтинге. Затем Алекс два года подряд достигал финала чемпионата Великобритании, который к тому времени уже стал вторым по важности турниром сезона. В 1983 он выиграл турнир, победив в интересном матче Дэвиса, 16:15, после счёта 0:7 не в свою пользу; в 1984 (сезон 1984/85) он снова встретился с ним, но на этот раз уже уступил — 8:16. В том же сезоне Хиггинс вместе с Джимми Уайтом выиграл чемпионат мира в парном разряде, а также вышел в финалы чемпионата Ирландии, Irish Masters и командного Кубка мира. На последнем из этих турниров он стал победителем в составе Ирландской сборной. Однако, учитывая то, что почти все финалы Хиггинса в том сезоне пришлись на нерейтинговые соревнования, он стал лишь 9-м в мировом рейтинге.
Алекс Хиггинс ещё дважды побеждал на Кубке мира, с 1986 по 1987 года. В 1986 году он занял второе место на Scottish Masters и Irish Professional, а в 1987 в последний раз вышел в финал Мастерс, где уступил Деннису Тейлору в решающем фрейме, 8:9 (хотя лидировал со счётом 8:5 и имел матчбол).
Скандальный инцидент случился с Хиггинсом на чемпионате Великобритании 1986. Он пытался уклониться от анализа крови на содержание наркотических веществ, а затем ударил головой директора турнира, который попросил Алекса поторопиться. В последующей драке, которая вылилась за пределы его комнаты, Алекс также поучаствовал. В итоге он был дисквалифицирован на пять турниров и крупно оштрафован.
В 1988 году Алекс Хиггинс, которому было уже около сорока лет, стал финалистом Гран-при, но снова проиграл Стиву Дэвису, 6:10. Всё более низкие результаты на большинстве рейтинговых турниров и особенно на чемпионатах мира привели к тому, что он впервые за свою карьеру покинул Топ-16, заняв 17-е место. Тем не менее, в феврале 1989 Алекс в пятый раз стал чемпионом Ирландии среди профессионалов и наконец выиграл свой «домашний» турнир Irish Masters, при сумасшедшей поддержке местной публики победив молодого Стивена Хендри в решающей партии — 9:8 (Irish Masters стал последним выигранным в его карьере). Большую часть сезона, включая эти два турнира, Алекс провёл хромая — он сломал ногу, пытаясь по карнизу вылезти из квартиры, в которой после ссоры заперла его же девушка.
В марте 1990 Хиггинс вышел в финал British Open, но уступил Бобу Шаперону, 8:10. Через несколько месяцев он снова был дисквалифицирован по дисциплинарным причинам, но на этот раз его лишили права выступать в мэйн-туре на целый год и сняли такое большое количество рейтинговых очков, что по возвращении в тур Алекс занимал 120-е место. Причиной такого наказания стало поведение ирландца на двух недавних турнирах. В одном из них, во время проведения Кубка мира Хиггинс угрожал своему напарнику по команде Деннису Тейлору, что его пристрелят, если он приедет в Северную Ирландию (позже Хиггинс и Тейлор помирились); во втором, после обидного поражения в 1/16-й чемпионата мира, он ударил представителя прессы по пути на пресс-конференцию.
На самой пресс-конференции Хиггинс, находившийся в нетрезвом состоянии, объявил о завершении своей карьеры. Он объяснил это тем, что снукер за последние годы стал «самой коррумпированной игрой в мире», и он не желает быть «частью этого». Тем не менее, после отбытия дисквалификации Алекс продолжил своё участие в мэйн-туре.
Всё это происходило на фоне ухудшения игры Хиггинса и его серьёзных финансовых проблем, возникших по вине менеджерской компании Говарда Крюгера. Framework Management Ltd., оставившая без заработка нескольких профессиональных снукеристов, оказалась должна ему более 50 000 фунтов стерлингов. Хиггинс открыто заявил об этом, и именно его требование вернуть деньги стало причиной окончательной ликвидации обанкротившейся компании, общий долг которой составил 374 361 фунтов. Позднее Крюгера отстранили от его деятельности на 5 лет, но долг Хиггинсу так никто и не вернул.

#### Закат карьеры (1990—1997)
В оставшиеся годы своей карьеры Алекс так и не смог вернуться даже в Топ-32. В последний раз он сыграл в финальной стадии чемпионата мира в 1994, уступив в 1/16 финала Кену Доэрти со счётом 6:10. После этого матча последовал очередной скандальный инцидент. Хиггинс, обменявшись парой слов с работниками турнира, разбил о стену баночку с мочой, которую должен был сдать на анализ. Дисциплинарный комитет WPBSA начал расследование, но дело велось так плохо, что адвокат Алекса, Робин Фелви, доказал отсутствие состава нарушения. Вслед за этим Хиггинса быстро признали виновным в двух других обвинениях, которые ранее ему не предъявлялись. Фелви направил 17 жалоб на действия WPBSA, но итогом стало то, что эта организация вообще отказалась от рассмотрения каких-либо жалоб как со стороны Хиггинса, так и на поведение самого снукериста.
Уже в то время (середине 90-х) отмечались некоторые проблемы Хиггинса со здоровьем, которые впоследствии привели к раку горла. Тем не менее, в 1995 году он помог европейской команде одержать победу на престижном Кубке Москони — турнире по пулу.
В квалификации к чемпионату мира 1995 года, в 12 фрейме матча против Тай Пичита Хиггинс сделал один из своих последних сенчури-брейков в карьере. По ходу серии он набрал 103 очка, и перед очередным ударом попросил рефери отойти в сторону, поскольку тот ему мешал. Рефери (Джон Уильямс) отказался, объяснив это тем, что он не будет хорошо видеть выполнение удара. Завязался довольно продолжительный спор, однако в конце концов Хиггинс благополучно завершил брейк на отметке в 137 очков. Алекс воспринял это достижение очень эмоционально: он плакал после окончания партии.
Свой последний матч в профессиональной карьере Алекс сыграл в 1997 году в Плимуте — это был квалификационный раунд на один из турниров мэйн-тура. Он проиграл со счётом 1:5 и в агрессивном состоянии был выпровожден под контролем полиции. Утром его нашли лежащим на земле возле местного ночного клуба — как сказал сам Хиггинс, на него напал неизвестный и ударил железным прутом. Вскоре после этого Алекс, занимавший на тот момент 156 место в промежуточном рейтинге, объявил о завершении карьеры.

### Жизнь после профессиональной карьеры
Первые признаки болезни, которая стала последствием пристрастия к сигаретам и алкоголю, появились у Хиггинса в 1994 году. В 1996 году у него диагностировали раковую опухоль нёба, и тогда же была сделана первая операция. Это не помогло устранить болезнь, и в 1998 Хиггинс был вынужден провести около 50 сеансов радиотерапии. Повторное лечение приостановило дальнейшее развитие рака, но курс излучения фактически сжёг его зубы, из-за чего Алекс через некоторое время уже не мог есть твёрдую пищу. Как и многие другие курильщики, Хиггинс после обнаружения рака подал в суд на сигаретные бренды Embassy и Benson & Hedges — главных снукерных спонсоров, но в итоге он не получил никакой компенсации.
После завершения своей профессиональной карьеры Алекс часто критиковал современных снукеристов, утверждая, что их игра «очень предсказуема» и «скучна». Сравнивая стиль нынешних игроков со своим, он говорил:
Когда по ТВ идет чемпионат мира, я должен смотреть, я чувствую себя обязанным смотреть. Но всё очень предсказуемо. Думаю, разница между мной и ими в том, что я думал гораздо быстрее. У меня мозги работали скорее, и я всегда был на несколько ударов впереди, будто бы у меня за столом работала система навигации. Очень быстро оценивал любую ситуацию, и поэтому у меня была скорость.
Несмотря на разрушенное раком здоровье, практически всю оставшуюся жизнь Хиггинс продолжал употреблять алкоголь, в особенности свой любимый Гиннесс. В 2004 году, в одном из интервью на вопрос о его нынешнем образе жизни Хиггинс ответил так:
Я думаю, вам следует смотреть на вещи так, как оно есть. Может показаться, что если я так много курил, то я не мог так много пить. Моё горло оказалось поражено раком, но с моей печенью всё в порядке. Это факт, который говорит сам за себя. Я недавно выпил поллитра Гиннесса, и, когда это интервью закончится, я пойду допивать оставшуюся часть.
Хотя здоровье Хиггинса продолжало постепенно ухудшаться, он пробовал вернуться к играм на профессиональных турнирах, но все его выступления в 2005—2007 годах на профессиональном чемпионате Ирландии закончились после первого же матча — крупные поражения от Гарри Хардимана, Джо Делэни и Фергала О’Брайена соответственно. Хиггинс также планировал сыграть в квалификации на чемпионат мира 2003, но по некоторым причинам матч не состоялся.
Затем Алекс продолжал играть в различных любительских турнирах и проводить показательные игры в местных клубах, чтобы заработать себе на жизнь. В 2009 он принял участие в чемпионате мира по шести красным, однако выиграл лишь один матч из четырёх и не вышел из группы. В мае того же года он сыграл в любительском чемпионате Ирландии, а в октябре — в серии «Легенды Снукера». Его последний официальный матч состоялся 8 апреля 2010 года в Театре Крусибл (Шеффилд) на ещё одном турнире для ветеранов — Snooker Legends Tour. За несколько дней до этого Хиггинс, испытывавший проблемы с дыханием, был доставлен в госпиталь, где у него обнаружили пневмонию.
Последние годы жизни Хиггинс провёл почти в нищете, растратив до этого большую часть своего состояния на алкоголь, сигареты и развлечения. Он жил в маленькой квартире в Белфасте, которая была предоставлена ему местным приютом, и получал государственную пенсию в размере 200 фунтов стерлингов еженедельно. В январе 2009 в доме, где проживал Хиггинс, произошёл пожар, но Алекс не пострадал, несмотря на то, что пожар начался ночью.
Усугубляло его положение и то, что он сильно похудел, и со временем его самочувствие только ухудшалось — это было связано с последствиями лечения рака. Кроме того, из-за разрыва голосовых связок к 2010 году Алекс мог говорить только полушёпотом. Хиггинс заявлял, что даже хотел покончить жизнь самоубийством из-за своего ужасного состояния. Сообщалось, что ему можно было помочь, собрав £ 20000 на установку двадцати четырёх специальных зубных имплантов — они бы позволили ему нормально питаться и не терять дальше массу тела. В апреле 2010 друзья Алекса объявили кампанию по сбору средств, но в конце концов импланты для операции ему подарили представители Манчестерской стоматологической компании. Тем не менее, последующее обследование в Испании показало, что он находится в настолько плохом состоянии, что может не перенести операцию.
24 июля 2010 года Алекс Хиггинс умер. Его нашли мёртвым в кровати собственной квартиры в Белфасте. Причиной смерти было названо несколько факторов: недоедание, рак горла и пневмония. Было установлено, что накануне смерти Хиггинс весил 38 килограммов. Джимми Уайт, близкий друг Хиггинса, утверждал, что основной причиной смерти стало нежелание Алекса есть.
На похороны Алекса в его родном городе собралось множество поклонников его таланта, друзья и знакомые. На панихиде, прошедшей 2 августа в соборе святой Анны, присутствовали Джимми Уайт, Стивен Хендри, Кен Доэрти и некоторые другие известные снукеристы, а также бывшая супруга Алекса, Линн, и его дети — Лорен и Джордан. Тело Хиггинса было похоронено на кладбище Carnmoney Cemetery (Северный Белфаст).
За несколько месяцев до смерти Хиггинс планировал принять участие в чемпионате мира среди ветеранов, который состоялся в ноябре 2010 года.

### Личная жизнь
Хиггинс на протяжении всей своей карьеры был известен не только стремительной и интересной игрой, но и склонностью злоупотреблять алкоголем и табаком, а также неустойчивым характером, что нередко приводило его к ссорам и дракам — вне и во время матчей. При его участии произошло несколько крупных скандалов, среди наиболее заметных — случаи на чемпионате Великобритании в 1986 году и на чемпионате мира в 1990 году. Кроме того, Хиггинс был очень азартным игроком, и значительную часть своих денег тратил на казино и подобные этому заведения.
Хотя Хиггинс не занимался благотворительной деятельностью, в 1983 году он помог 12-летнему мальчику, его болельщику из Англии. Мальчик два месяца находился в коме, и его родители написали письмо Алексу с просьбой о помощи. В ответ он отправил аудиозапись со словами поддержки и пожеланиями, а позже навестил мальчика в больнице и пообещал, что как только он выздоровеет, они сыграют в снукер вместе. Это впоследствии и произошло.
В целом у Алекса Хиггинса были негативные отношения к прессе. Они ещё более усложнились после его выступления на пресс-конференции в 1990, когда Алекс, помимо прочего, обвинил журналистов в искажении фактов и во вторжении в его личную жизнь.
Хиггинс был давним и близким другом ещё одного «народного чемпиона», Джимми Уайта, который помогал ему в сложных ситуациях. Также он был знаком со знаменитым футболистом Джорджем Бестом (Хиггинса иногда сравнивают с Бестом за схожесть их жизненного пути), актёром Оливером Ридом и снукеристом Ронни О'Салливаном. Оливер Рид был приятелем Хиггинса, и часто они вместе проводили время в барах. Известен случай, когда Рид и Хиггинс устроили «матч», в котором один выпил коктейль из моющего средства и рома, а другой — смесь виски и одеколона.
Алекс Хиггинс был дважды женат. Первый раз он женился на австралийке Каре Хаслер в апреле 1975 года (познакомились в 1973 в Австралии). Кара родила от него девочку Кристель, хотя позже в автобиографии Алекс написал, что не уверен в этом своём отцовстве. Второй супругой Хиггинса была Линн Эвисон, с которой он познакомился в конце 70-х в Манчестере. Они прожили в браке 5 лет (1980—1985). Линн родила ему дочку Лорен (1980) и сына Джордана (1983). Эвисон позже сказала, что жизнь с Алексом была похожа на «жизнь у края вулкана», но в то же время она сохранила нормальные отношения с ним и вместе с детьми навещала уже больного раком Хиггинса.
Алекс также несколько лет прожил с Шивон Кидд, выпускницей психологического факультета, а ещё позже, в 1990-х — с Холли Хейз, но оба раза совместная жизнь заканчивалась ссорами. Кидд познакомилась с Хиггинсом в 1987 и вначале описывала его как «самого нежного человека», которого когда-либо встречала. Однако уже через два года после этого она заявила полиции, что подвергалась насилию. Холли Хейз также не прожила с ним долго, однажды она даже пыталась покончить с собой. В конце концов, после одного из конфликтов Хейз ударила его ножом. Алекс отказался давать против неё показания.
В 2007 году Хиггинс написал свою биографию, книга получила название «Глазами Урагана. Моя история».
По своему религиозному убеждению Хиггинс был протестантом. Он утверждал, что всегда верил в Бога и вместе с тем в паранормальные способности человека:
Я достаточно сильно верю в астрологию. По знаку зодиака я — Рыбы. И был один случай в моём детстве, который убедил меня в существовании сверхъестественного. Однажды, когда я не пошёл в детский сад и остался дома, к нам пришла цыганка. Моя мама не верила в такие способности, но она разрешила ей погадать. Цыганка сказала, что в нашей семье есть кто-то очень талантливый. Мама ответила, что это была моя сестра, поскольку она умела очень хорошо петь. Но женщина сказала: «Нет. Это не девочка. Это мальчик». Этот случай произошёл, когда мне было 4 или 5 лет, ещё до того, как я начал играть в снукер.
Я верю в Бога. Не хожу в церковь, но по-прежнему храню Библию, которую подарила мне мама, когда мне было 15 лет. Я читал Библию и сказал себе: «Ты можешь бороться». Всю свою жизнь я был бойцом. Именно это и остановило меня.

## Стиль игры
Алекс Хиггинс всегда играл в атакующий и очень «быстрый» снукер, но, несмотря на это, он умел делать и хорошие позиционные удары. Он был одним из немногих снукеристов, которые часто используют для построения серий наиболее сложные варианты. Вместе с тем, Хиггинс имел уникальную технику исполнения ударов, которая значительно отличается от классической: во время прицеливания она включала в себя странные телодвижения и немного более высокое, чем у других игроков, положение тела. Также был необычным и сам процесс нанесения удара. За столом Хиггинс всегда двигался очень активно и быстро — в частности, благодаря этому за ним и закрепилось прозвище «Ураган». Примечательно, что эти стиль игры и техника Хиггинса применялись им почти без изменений на протяжении всей его карьеры.
По мнению специалистов, игра Алекса сильно зависела от его настроения. Будучи в хорошем расположении духа, он мог с лёгкостью победить любого соперника, и наоборот. Вместе с тем, известно много случаев, когда Хиггинс совершал сложнейшие камбэки — к примеру, матч против Уайта на ЧМ-1982 или против Дэвиса на чемпионате Британии 1983.
Хиггинс говорил, что иногда во время игры он специально пытался психологически надавить на соперников ради достижения своей цели. Известен случай, когда перед матчем против Стивена Хендри в 1991 году Алекс внимательно посмотрел на него и «предупредил»: «Привет, я — дьявол».
Снукер в исполнении Алекса Хиггинса стал прообразом стиля игры Джимми Уайта и послужил началу карьеры Ронни О’Салливана. И Уайт, и О’Салливан стараются играть быстро, зрелищно и используют крутые винты в своих ударах.
Хиггинс был правшой, но сравнительно неплохо мог играть и левой рукой.

## Достижения в карьере
За свою карьеру Хиггинс выиграл свыше 20 профессиональных турниров — один из самых высоких показателей на то время. Сыграв в четырёх финалах чемпионатов мира, он выиграл 2 из них; кроме того, Алекс дважды побеждал на самом престижном нерейтинговом турнире — Мастерс, и один раз — на чемпионате Великобритании.
Самым важным спортивным достижением Алекса Хиггинса стала победа на чемпионате мира 1982 года. Выделяется и его знаменитый клиренс в 69 очков, который затем ещё очень долго повторяли по телевидению как один из лучших в истории снукера. Эта серия стала наглядным образцом его построения брейков и примером того, как он мог играть под психологическим давлением.
Сам Хиггинс неоднократно говорил, что ему принадлежит большая роль в популяризации снукера:
Думаю, я был самым естественным и харизматичным игроком из всех, когда-либо бравших кий в руки. Думаю, временами моё присутствие у стола просто гипнотизировало. Захватывало. Я это говорю не для того, чтобы потешить своё эго. Это люди мне говорят. Они каждый день останавливают меня на улице со словами «когда ты вернёшься, Алекс, когда покажешь этим посредственностям, утверждающим, что являются снукеристами, как нужно играть в эту игру?» Я говорю, что сейчас здоровье не позволяет. Но я хотел бы.
Хиггинс сделал 46 сенчури-брейков в рамках профессиональных соревнований, что является относительно небольшим показателем по современным меркам, однако, учитывая малое количество проводимых тогда турниров, это неплохой результат. Высший для себя брейк в профессиональной карьере Хиггинс сделал на British Open 1985 — серия составила 142 очка. Подсчитано, что Алекс Хиггинс заработал на снукере около 4 миллионов фунтов стерлингов.
Примечательно также, что некоторое время Хиггинс на высоком уровне играл и в пул — в частности, в 1995 году он, в составе европейской сборной, стал обладателем Кубка Москони. А в 1991 он принимал участие в чемпионате мира по трикшоту.
Несмотря на то, что Хиггинс в целом выиграл меньше турниров, чем Рэй Риардон или Стив Дэвис (оба этих игрока доминировали на абсолютном большинстве крупных соревнований в 70-е и 80-е года соответственно), его до сих пор относят к лучшим снукеристам за всю историю игры — прежде всего благодаря его популярности и таланту. В документальном фильме 2002 года Клайва Эвертона Дэвис описывал Хиггинса как «единственного по-настоящему гениального снукериста». В то же время Вилли Торн писал в автобиографии, что «Хиггинса нельзя считать великим игроком, но его природные способности произвели настоящую революцию в спорте и подняли уровень игры на мировой арене в 1970-х — 1980-х годах». Сам Эвертон посчитал, что Дэвис и Риардон, доминировавшие каждый по десятилетию, были «слишком последовательны и стабильны» для того, чтобы Алекс мог их постоянно побеждать.

### Рекорды
Хиггинс установил несколько мировых рекордов и других примечательных достижений в снукере. В своё время он стал самым молодым чемпионом мира и первым за всю историю снукера, пробившимся через квалификацию. Также ему довольно долгое время принадлежал возрастной рекорд по выполнению максимального брейка: он сделал серию в 147 очков в 16 лет. В 1976, в показательном матче против Вилли Торна Алекс сделал один из первых клиренсов с использованием свободного шара — брейк составил 146 очков. При построении этой серии Хиггинс по одному разу сыграл коричневый и зелёный, 10 раз чёрный и 5 — розовый. А в одной из показательных игр 70-х Алекс сделал сенчури в 118 очков чуть более чем за две минуты (2 м. 4 с.) — это гораздо быстрее, чем аналогичный брейк Тони Драго на чемпионате Великобритании 1996 года (брейк Драго считается самым быстрым на официальных соревнованиях).

### Статистика выступлений
Ниже представлена статистика выступлений Алекса Хиггинса на трёх основных турнирах сезона — чемпионате мира, чемпионате Великобритании и Мастерс.
| Обозначения | Обозначения                                         | Обозначения | Обозначения      |
| ----------- | --------------------------------------------------- | ----------- | ---------------- |
| —           | не играл в финальной стадии/не участвовал в турнире | #Р          | выбыл в # раунде |
| 1/4         | четвертьфинал                                       | 1/2         | полуфинал        |
| Ф           | финалист                                            | П           | победитель       |
|             | турнир не проводился                                |             |                  |

| Годы    | 1972 | 1973 | 1974 | 1975 | 1976 | 1977 | 1978 | 1979 | 1980 | 1981 | 1982 | 1983 | 1984 | 1985 | 1986 | 1987 | 1988 | 1989 | 1990 | 1991 | 1992 | 1993 | 1994 | 1995 | 1996 | 1997 |
| ------- | ---- | ---- | ---- | ---- | ---- | ---- | ---- | ---- | ---- | ---- | ---- | ---- | ---- | ---- | ---- | ---- | ---- | ---- | ---- | ---- | ---- | ---- | ---- | ---- | ---- | ---- |
| ЧМ      | П    | 1/2  | 1/4  | 1/2  | Ф    | 1Р   | 1Р   | 1/4  | Ф    | 2Р   | П    | 1/2  | 1Р   | 2Р   | 2Р   | 2Р   | 1Р   | —    | 1Р   | —    | —    | —    | 1Р   | —    | —    | —    |
| ЧВ      |      |      |      |      |      | 1/2  | 1/2  | 1/4  | Ф    | 1/4  | Ф    | П    | Ф    | 2Р   | 1/2  | 2Р   | 1Р   | 1Р   | —    | 1Р   | 1Р   | —    | 3Р   | —    | —    | —    |
| Мастерс |      |      |      | 1/4  | 1/4  | 1/2  | П    | Ф    | Ф    | П    | 1/2  | 1Р   | 1/4  | 1/4  | 1Р   | Ф    | 1/4  | —    | 1Р   | —    | —    | —    | —    | —    | —    | —    |

### Профессиональные турниры
| Обозначения                               |
| Рейтинговые турниры (1-5)                 |
| Нерейтинговые или пригласительные (20-18) |

| Результат  | №   | Год  | Турнир                                   | Соперник в финале | Счёт  |
| Победитель | 1.  | 1972 | Irish Professional                       | Джейки Ри         | 28:12 |
| Финалист   | 1.  | 1972 | Park Drive 2000                          | Джон Спенсер      | 3:4   |
| Победитель | 2.  | 1972 | Men of the Midlands                      | Джон Спенсер      | 4:2   |
| Победитель | 3.  | 1972 | Чемпионат мира                           | Джон Спенсер      | 37:32 |
| Финалист   | 2.  | 1972 | Park Drive 2000                          | Джон Спенсер      | 3:5   |
| Победитель | 4.  | 1973 | Men of the Midlands                      | Рэй Риардон       | 5:3   |
| Победитель | 5.  | 1974 | Watney Open                              | Фред Дэвис        | 17:11 |
| Финалист   | 3.  | 1975 | B&H Ireland Tournament                   | Джон Спенсер      | 7:9   |
| Победитель | 6.  | 1975 | Canadian Open                            | Джон Палмен       | 15:7  |
| Финалист   | 4.  | 1976 | B&H Ireland Tournament                   | Джон Спенсер      | 0:5   |
| Победитель | 7.  | 1976 | Canadian Club Masters                    | Рэй Риардон       | 4:1   |
| Финалист   | 5.  | 1976 | Чемпионат мира                           | Рэй Риардон       | 16:27 |
| Финалист   | 6.  | 1976 | Canadian Open                            | Джон Спенсер      | 9:17  |
| Победитель | 8.  | 1977 | B&H Ireland Tournament                   | Рэй Риардон       | 5:3   |
| Победитель | 9.  | 1977 | Canadian Open                            | Джон Спенсер      | 17:14 |
| Финалист   | 7.  | 1977 | Dry Blackthorn Cup                       | Пэтси Фэйган      | 2:4   |
| Победитель | 10. | 1978 | Мастерс                                  | Клифф Торбурн     | 7:5   |
| Победитель | 11. | 1978 | Irish Professional                       | Деннис Тейлор     | 21:7  |
| Финалист   | 8.  | 1978 | Champion of Champions                    | Рэй Риардон       | 9:11  |
| Финалист   | 9.  | 1979 | Мастерс                                  | Перри Манс        | 4:8   |
| Победитель | 12. | 1979 | Irish Professional                       | Пэтси Фэйган      | 21:13 |
| Победитель | 13. | 1979 | Tolly Cobbold Classic                    | Рэй Риардон       | 5:4   |
| Финалист   | 10. | 1980 | Wilsons Classic                          | Джон Спенсер      | 3:4   |
| Финалист   | 11. | 1980 | Мастерс                                  | Терри Гриффитс    | 5:9   |
| Победитель | 14. | 1980 | Tolly Cobbold Classic                    | Деннис Тейлор     | 5:4   |
| Финалист   | 12. | 1980 | Irish Professional                       | Деннис Тейлор     | 15:21 |
| Победитель | 15. | 1980 | British Open                             | Рэй Риардон       | 5:1   |
| Победитель | 16. | 1980 | Padmore / Super Crystalate International | Перри Манс        | 4:2   |
| Финалист   | 13. | 1980 | Чемпионат мира                           | Клифф Торбурн     | 16:18 |
| Финалист   | 14. | 1980 | Чемпионат Великобритании                 | Стив Дэвис        | 6:16  |
| Победитель | 17. | 1981 | Мастерс                                  | Терри Гриффитс    | 9:6   |
| Финалист   | 15. | 1982 | Irish Professional                       | Деннис Тейлор     | 13:16 |
| Победитель | 18. | 1982 | Чемпионат мира                           | Рэй Риардон       | 18:15 |
| Финалист   | 16. | 1982 | Scottish Masters                         | Стив Дэвис        | 4:9   |
| Финалист   | 17. | 1982 | Чемпионат Великобритании                 | Терри Гриффитс    | 15:16 |
| Победитель | 19. | 1983 | Irish Professional                       | Деннис Тейлор     | 16:11 |
| Победитель | 20. | 1983 | Чемпионат Великобритании                 | Стив Дэвис        | 16:15 |
| Финалист   | 18. | 1984 | Чемпионат Великобритании                 | Стив Дэвис        | 8:16  |
| Финалист   | 19. | 1985 | Irish Professional                       | Деннис Тейлор     | 5:10  |
| Финалист   | 20. | 1985 | Irish Masters                            | Джимми Уайт       | 5:9   |
| Финалист   | 21. | 1986 | Irish Professional                       | Деннис Тейлор     | 7:10  |
| Финалист   | 22. | 1986 | Scottish Masters                         | Клифф Торбурн     | 8:9   |
| Финалист   | 23. | 1987 | Мастерс                                  | Деннис Тейлор     | 8:9   |
| Финалист   | 24. | 1988 | Гран-при                                 | Стив Дэвис        | 6:10  |
| Победитель | 21. | 1989 | Irish Professional                       | Джек Маклафлин    | 9:7   |
| Победитель | 22. | 1989 | Irish Masters                            | Стивен Хендри     | 9:8   |
| Финалист   | 25. | 1990 | British Open                             | Боб Шаперон       | 8:10  |

#### Командные турниры
- World Doubles Championship победитель (с Джимми Уайтом) — 1984
- World Cup победитель (в составе Ирландской команды) — 1985—1987

### Непрофессиональные турниры
- Northern Ireland Amateur победитель — 1968
- All-Ireland Amateur победитель — 1968
- British team championship победитель — 1968
- Pontins Open (pro-am) победитель — 1977

## Места в мировом рейтинге
| Сезон   | Место | Разница |
| ------- | ----- | ------- |
| 1976/77 | 2     | —       |
| 1977/78 | 5     | ↓ 3     |
| 1978/79 | 7     | ↓ 2     |
| 1979/80 | 11    | ↓ 4     |
| 1980/81 | 4     | ↑ 7     |
| 1981/82 | 10    | ↓ 6     |
| 1982/83 | 2     | ↑ 8     |
| 1983/84 | 5     | ↓ 3     |
| 1984/85 | 9     | ↓ 4     |
| 1985/86 | 9     | → 0     |
| 1986/87 | 6     | ↑ 3     |
| 1987/88 | 9     | ↓ 3     |
| 1988/89 | 17    | ↓ 8     |
| 1989/90 | 24    | ↓ 7     |
| 1990/91 | 14    | ↑ 10    |
| 1991/92 | 120   | ↓ 106   |
| 1992/93 | 72    | ↑ 48    |
| 1993/94 | 61    | ↑ 11    |
| 1994/95 | 48    | ↑ 13    |
| 1995/96 | 51    | ↓ 3     |
| 1996/97 | 99    | ↓ 48    |